# Chinatown

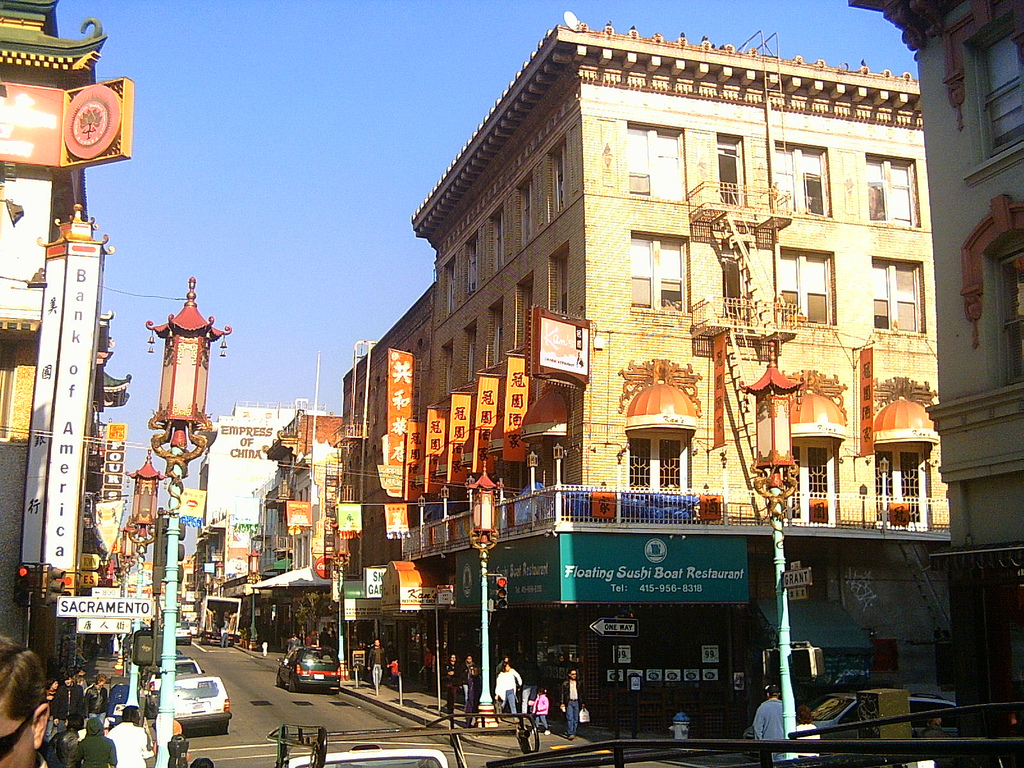
Chinatown, San Francisco, cel mai vechi și unul dintre cele mai mari cartiere chinezești din America de Nord

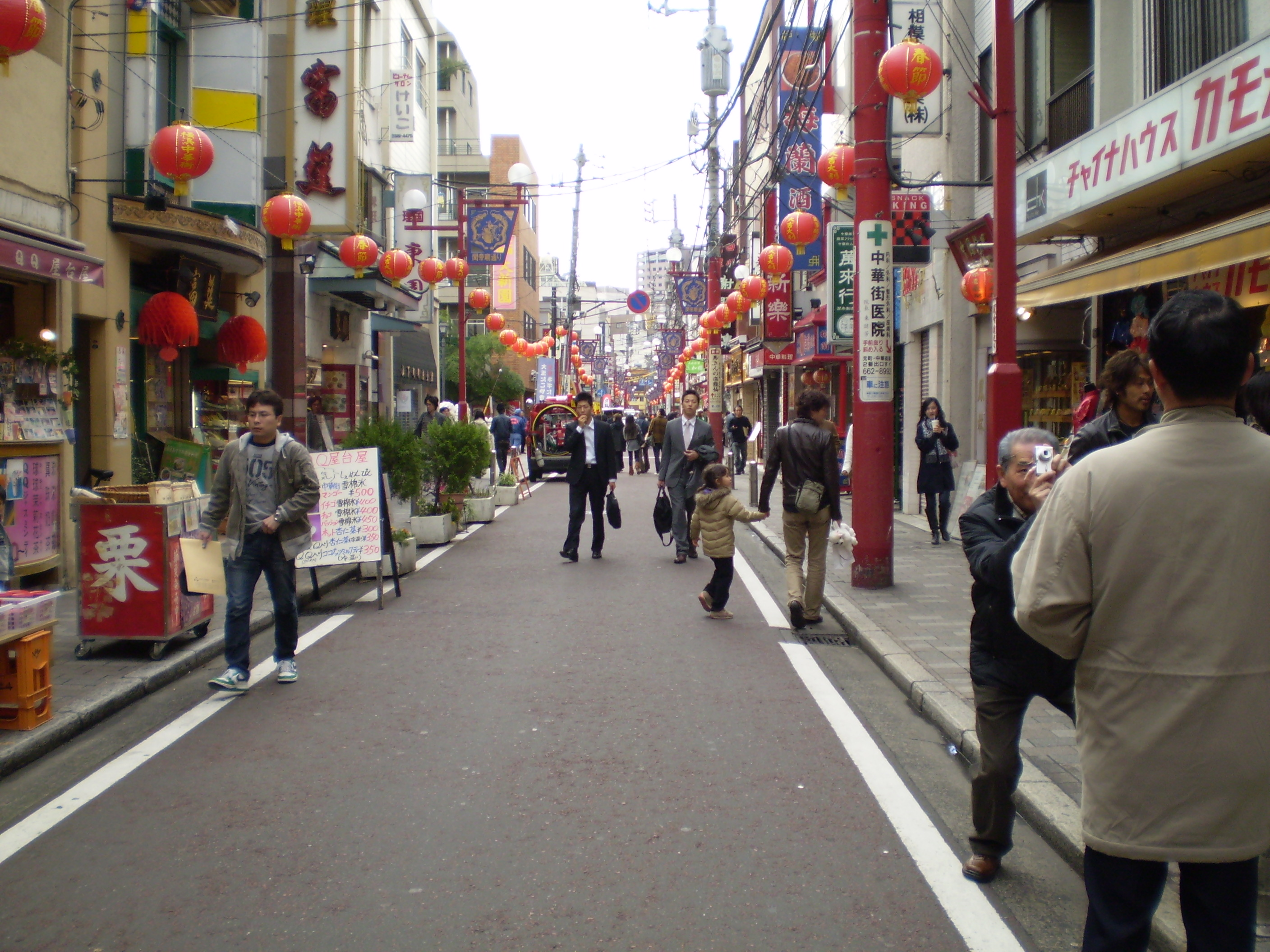
Chinatown Yokohama

Chinatown (în traducere: orașul chinez) este numele generic al cartierelor din marile orașe populate cu chinezi, din afara Chinei.
Cartierele numite „Chinatown” au apărut la sfârșitul secolului al XIX-lea pentru că legile discriminatorii restricționau vânzările de pământ către chinezi.
Astăzi, cartierele chinzești sunt răspândite în întreaga lume și au devenit centre comerciale și turistice.
Una dintre cele mai mari concentrații ale poporului chinez în afara granițelor țării natale îl reprezintă cartierul chinezesc din New York, renumit pentru restaurantele sale autentice, magazine de specialitate și piețe.
Numărul de asiatici care locuiesc acolo este estimat la 90.000-100.000.